# 1916 în științifico-fantastic
- 1915 în științifico-fantastic — 1916 în științifico-fantastic — 1917 în științifico-fantastic

1916 în științifico-fantastic a implicat o serie de evenimente:

## Nașteri și decese

### Nașteri
- Forrest J. Ackerman (d. 2008)
- Jesse F. Bone (d. 2006)
- Peter Brock (d. 1982)
- R.C. Churchill (d. 1986)
- Esmé Dodderidge (d. 1997)
- H. L. Fahlberg (Pseudonimul lui Hans Werner Fricke)
- Paul W. Fairman (d. 1977)
- Manuel van Loggem (d. 1998)
- Robert A. W. Lowndes (d. 1998)
- John D. MacDonald (d. 1986)
- John Thomas Phillifent (d. 1976)
- James Tiptree, Jr., Pseudonimul lui Alice Sheldon (d. 1987)
- George Turner (d. 1997)
- Jack Vance (d. 2013)
- Irving Wallace (d. 1990)
- Morris L. West (d. 1999)

### Decese
- Peter Baum (n. 1869)
- Vincenz Chiavacci (n. 1847)
- Gustav Adolf Erdmann (n. 1859)
- Fred T. Jane (n. 1865)
- Robert Kraft (n. 1869)
- Jack London (n. 1876)
- Rudolf Martin (n. 1867)
- Karl von Schlözer (n. 1854)
- Heinrich Wirth (n. 1873)

## Cărți

### Romane
- Puterea științei, sau Cum a fost omorât Răsboiul European, Poveste fantastică de Victor Anestin
- Thuvia, Maid of Mars de Edgar Rice Burroughs
- Utazás Faremidóba de Frigyes Karinthy
- With Her in Ourland: Sequel to Herland de Charlotte Perkins Gilman

## Filme
| Titlu                    | Regizor      | Distribuție                                       | Țara                       | Sub-Gen /Note |
| ------------------------ | ------------ | ------------------------------------------------- | -------------------------- | ------------- |
| Homunculus               | Otto Rippert | Olaf Fønss, Friedrich Kuehne                      | Germania                   | Film serial   |
| Verdens Undergang        | August Blom  | Alf Blütecher, Olaf Fønss, Johanne Fritz-Petersen | Danemarca                  | [ 3 ] [ 4 ]   |
| 20.000 de leghe sub mări | Stuart Paton | Leviticus Jones, Alan Holubar                     | Statele Unite ale Americii |               |
| Das lebende Rätsel       | Harry Piel   | Ludwig Trautmann, Hermann Vallentin               | Germania                   |               |